# Apagón del Líbano de 2021
El apagón de Líbano de 2021 fue un corte de energía eléctrica generalizado en el Líbano. Se inició el 9 de octubre de 2021 cuando dos centrales de generación eléctrica del país se quedaron sin combustible, causando que se apagaran. Esas dos centrales proveen el 40 % de la electricidad, las más importantes del país. Debido a esto, la red eléctrica detuvo su funcionamiento. El apagón se extendió a nivel nacional. La interrupción del suministro eléctrico finalizó el domingo 10 de octubre de 2021, veinticuatro horas después del inicio de este.

## Antecedentes
El colapso del sistema bancario y la subsecuente recesión ocasionaron que la libra libanesa perdiera más del 90 % de su valor, dejando incapacitado al gobierno para importar combustible. Esto provocó una escasez de combustible en El Líbano, lo que significa que el gobierno no pudo alimentar sus plantas eléctricas. Esto también significó que las personas no podían hacer funcionar sus generadores privados, ya que también funcionan con combustible.

## Apagón
El corte de energía comenzó el sábado 9 de octubre de 2021, debido a que la planta de energía Zahrani se quedó sin combustible. El día anterior, la planta Deir Ammar había detenido su funcionamiento. Con ambas plantas paralizadas, la producción de energía no podía ser superior a 270 MW, causando que la red se volviese inestable y dejara de funcionar ese mediodía. No se esperaba que la energía regresara durante varios días. Sin embargo, pudo regresar finalmente. 
El 10 de octubre, el Banco del Líbano —el banco central del país—, aprobó 100 millones de dólares para que el Ministerio de Energía libanés pudiese importar combustible.  El ejército libanés entregó 1,6 millones de galones (6 000 kilolitros) a cada una de las dos plantas de energía, y el suministro eléctrico se restableció ese día, veinticuatro horas después del apagón. El combustible procedió de las reservas del ejército.
El 8 de enero de 2022, EDL (Électricité du Liban) reportó un apagón total a través de todo el territorio libanés, a eso de  las 17:27 horas (15:27 UTC).

## Protestas
En Halba, hubo protestas afuera de las oficinas de la compañía eléctrica del Estado—, y los manifestantes bloquearon calles con quema de neumáticos en la capital, Trípoli.